# 만추 (2010년 영화)
"만추"(晚秋, 영어: Late Autumn)는 이만희 감독의 1966년 동명의 작품을 김태용 감독이 리메이크한 작품이다. 현빈과 탕웨이가 주연을 맡아 화제가 된 이 작품은 2010년 부산국제영화제에서 첫 상영되었고, 2011년 2월 17일 국내 개봉되었다.
중국에서는 2012년 3월에 개봉해 첫 주 4410만 위안(한화 약 77억원), 최종 박스오피스 6686만 위안(한화 약 117억 원)을 기록해 중국에서 수입 개봉한 한국 영화 중 역대 최다 관객을 동원했다.

## 줄거리
시애틀의 조용한 주택가 도로를 따라 완전히 넋이 나간 채 한 여자가 내려오고 있다. 정신을 차린 듯 여자는 오던 길을 되돌아 뛰기 시작한다. 집으로 들어온 여자 눈앞에 한 남자가 쓰러져있다. 여자는 남자 주위에 흩어져있는 것들을 모으며 넋나간 듯 입안에 넣고 씹는다. 그로부터 7년 뒤, 애나는 어머니의 장례에 참석하기 위해 교도소로부터 사흘 간의 휴가를 받는다. 막 떠나려는 시애틀행 버스를 잡아 올라탄 남자는 애나에게 돈을 빌려달라 말한다. 훈은 미국에서 교포여자를 상대로 애인대행을 해주는 호스트인 한국남자다. 아픈 사연과 현실을 살고 있는 두 남녀는 어느새 서로에게 조금씩 마음을 열게 되고, 애나가 출소하는 날 다시 만나길 기약한다.

## 캐스팅
- 탕웨이(Tang Wei) - 애나 역
- 현빈(Hyun bin) - 훈 역
- 김준성(Jun Kim) - 왕징 역. 애나의 첫사랑
- 김서라(Sora Jung) - 옥자 역
- 박미현 (Mi Hyen Park) - 길순 역
- 제임스 C. 번스(James Burns) - 스티브 역. 옥자의 남편
- 마용(Ma Yong) - 존 역. 애나 오빠
- 래리 왕 패리시(Larry Wang Parrish) - 알렉스 역
- 루시 양(Lucy Yang) - 메이 역

## 영화 정보
- 2009년 11월 5일 현빈, 탕웨이 캐스팅이 되었다.[1]
- 2010년 1월 12일 크랭크인해 총 37회차 촬영하고 3월 1일 미국 시애틀 근교의 위드비 아일랜드에서 모든 촬영을 마치며 크랭크업했다.[2]
- 2010년 9월 제35회 토론토국제영화제 '컨템포러리 월드 시네마' 섹션에 공식 초청되어 상영되었다.[3]
- 2010년 10월, 제15회 부산국제영화제에서 상영되었다.
- 2011년 2월 10일 왕십리CGV에서 언론시사 및 기자간담회를 가졌으며, 주연 배우 현빈·탕웨이와 김태용 감독이 참석하였다.
- 2011년 2월 제61회 베를린국제영화제 포럼 섹션부문에 초청 상영된다.[4]
- 2011년 10월, 제6회 파리한불영화제 FFCF 페이사쥬 섹션에 초청, 상영되었다.

## 수상
- 2011년 제25회 프리부르 국제영화제 청년심사위원상 (김태용)
- 2011년 제25회 프리부르 국제영화제 특별언급상 (김태용)
- 2011년 제20회 부일영화상 최우수 감독상 (김태용)
- 2011년 제12회 부산영화평론가협회상 대상 (김태용)
- 2011년 제12회 부산영화평론가협회상 여우주연상 (탕웨이)
- 2011년 제31회 한국영화평론가협회상 여자연기자상 (탕웨이)
- 2011년 제31회 한국영화평론가협회상 음악상 (조성우)
- 2011년 제48회 대종상 영화제 음악상 (조성우)
- 2011년 제47회 백상예술대상 영화 여자최우수연기상 (탕웨이)
- 2011년 제31회 올해의 최우수예술가상 영화부문 (김태용)
- 2011년 그린산타상 (김태용)
- 2011년 제11회 중화권영화미디어대상 여우주연상 (탕웨이)
- 2012년 제3회 올해의 영화상 여우주연상 (탕웨이)